# Associazione Sportiva Pro Gorizia 1938-1939
Questa voce raccoglie le informazioni riguardanti l'Associazione Sportiva Pro Gorizia nelle competizioni ufficiali della stagione 1938-1939.

## Rosa
| N. |                   | Ruolo | Calciatore          |
| -- | ----------------- | ----- | ------------------- |
|    | Italia (bandiera) | A     | Gaetano Auletta     |
|    | Italia (bandiera) | D     | Ermenegildo Blason  |
|    | Italia (bandiera) | C     | Silvio Bressan      |
|    | Italia (bandiera) | C     | Andrea Campana      |
|    | Italia (bandiera) | C     | Stanislao Chiapulin |
|    | Italia (bandiera) | P     | Tullio Colle        |
|    | Italia (bandiera) | D     | Mario Cumar         |
|    | Italia (bandiera) | A     | Sergio Fasiolo      |
|    | Italia (bandiera) | A     | Onorio Glessich     |
|    | Italia (bandiera) | C     | Mirko Gruden        |

| N. |                   | Ruolo | Calciatore        |
| -- | ----------------- | ----- | ----------------- |
|    | Italia (bandiera) | C     | Bruno Medeot      |
|    | Italia (bandiera) | P     | Luigi Ninin       |
|    | Italia (bandiera) | A     | Luigi Paulin      |
|    | Italia (bandiera) | A     | Antonio Peternel  |
|    | Italia (bandiera) | D     | Sergio Pitassi    |
|    | Italia (bandiera) | D     | Ermenegildo Resen |
|    | Italia (bandiera) | C     | Giovanni Rossi    |
|    | Italia (bandiera) | C     | Emilio Toso       |
|    | Italia (bandiera) | A     | Sergio Vittori    |
|    | Italia (bandiera) | C     | Alfredo Winkler   |